# 2001年カタール・エクソンモービル・オープン
2001年カタール・エクソンモービル・オープン (2001 Qatar ExxonMobil Open)は、2001年1月1日から1月7日にかけてカタール・ドーハのハリファ国際テニス競技場 にて開催されたATPツアーインターナショナル・シリーズ大会である。

## 優勝

### 男子シングルス
マルセロ・リオス defeated  ボーダン・ウリラッハ 6-3, 2-6, 6-3
- リオスがシーズン1度目、ツアー通算17度目のシングルスタイトルを獲得した。

### 男子ダブルス
マーク・ノウルズ /  ダニエル・ネスター defeated  フアン・バルセルス /  アンドレイ・オルホフスキー 6-3, 6-1
- ノウルズがシーズン1度目、ツアー通算15度目のダブルスタイトルを、 ネスターがシーズン1度目、ツアー通算17度目のダブルスタイトルを獲得した。